# Liars
Pour les articles homonymes, voir Liar.
Liars est un groupe de rock américain, originaire de Brooklyn, New York et désormais basé en Australie. Il est formé en 2000 par Angus Andrew, qui en restera le seul membre constant. Les anciens membres incluent Aaron Hemphill, qui a joué au sein de groupe de sa création à son départ en 2017, et Julian Gross qui rejoindra le groupe après la sortie du deuxième album, They Were Wrong, So We Drowned, en 2004, et jusqu'à son départ en 2014. Liars compte dix albums studio publiés chez Mute Records. Ils mêlent des éléments de punk rock à de l'electronica.

## Biographie

### Débuts

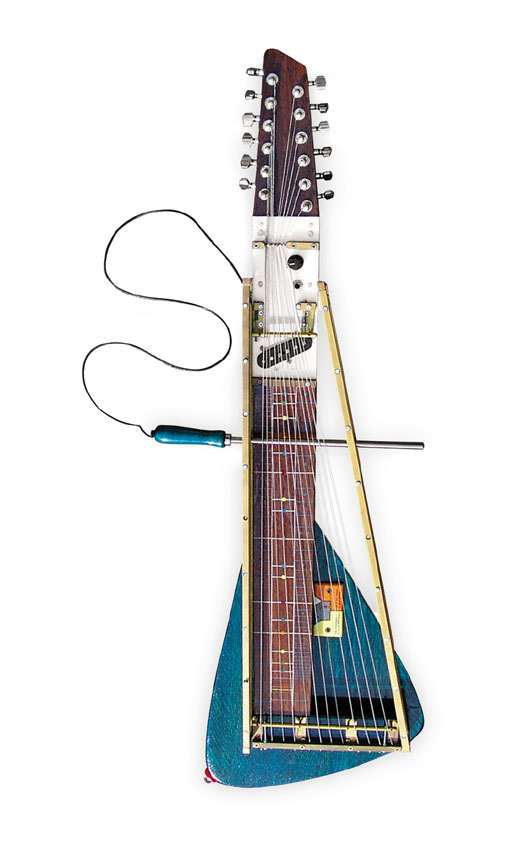
Le Moodswinger, une 12 cordes cithare électrique créé pour Aaron Hemphill de Liars

Débutant sous la forme d'un quatuor, le groupe publie un premier album en 2001, enregistré en deux jours, et produit par Steve Revitte : They Threw Us All in a Trench and Stuck a Monument on Top. Il sera réédité par le label Blast First en 2002. Leur musique mêle punk, funk et sons électroniques dans le style du revival post-punk du moment, avec une personnalité sonore très affirmée. Pat Noecker et Ron Albertson quittent le groupe en 2002 et forment n0 Things, auteur d'un album Trees en 2006. Noecker forme ensuite le groupe These Are Powers.
Le deuxième album des Liars, They Were Wrong, So We Drowned, marque donc un tournant, le groupe (désormais en trio) s'oriente vers un rock plus expérimental et bruitiste, teinté d'influences tribales (ce qui déroutera une partie de leur public initial). Les Liars poursuivent cependant dans cette voie avec leur troisième album, Drum's Not Dead, publié en 2006. Outre leur musique atypique, les Liars se distinguent par les titres longs et absurdes de leurs morceaux (Let's Not Wrestle Mt. Heart Attack, We Fenced Other Gardens With Bones Of Our Own, Grown Men Don't Fall In The River Just Like That).

### Sisterworld
Le 2 novembre 2009, Pitchfork rapporte des mises à jour sur le MySpace des Liars et poste le lien de leur nouveau site web. Le 4 novembre, le groupe confirme que Sisterworld sera leur nouvel album, et qu'il est annoncé pour début 2010 chez Mute Records. Selon Pitchfork, l'album a été écrit à Los Angeles avec Tom Biller et s'est inspiré de la ville.
La presse explique aussi que : « Sisterworld c'est le propre espace des Liars. » L'album est publié en formats CD et vinyle le mardi 9 mars 2010. Le groupe est choisi par Portishead pour jouer au festival ATP I'll Be Your Mirror en juillet 2011 au London's Alexandra Palace.

### DeWIXIWàTWTWF
Le groupe sort son sixième album, WIXIW (prononcé wish you) le 4 juin 2012, qui opère un virage plus marqué vers l'électronique. Le premier single extrait de l'album, No. 1 Against the Rush, est publié le 28 mai 2012. Il est écrit dans une cabine isolée au nord de Los Angeles. Pour le titre, le groupe explique que : « c'est un palindrome, et ça nous a intéressé comme idée de départ, c'est-à-dire partir avec plein d'idée, et revenir au point de départ. »
Le 13 janvier 2014, Liars publie le single Mess On a Mission et annonce le titre de son septième album, Mess, pour le 24 mars chez Mute Records. Leur virage électronique se confirme avec ce septième album,.
Réduit au seul Angus Andrew, retourné vivre dans son Australie natale, Liars publie l'album TFCF (pour Theme From Crying Fountain) le 25 août 2017. L'album est suivi de TWTWF (pour Titles With the Word Fountain), issu de la même session d'enregistrement et publié le 21 septembre 2018.

### Années 2020
Liars publie un dixième album, nommé The Apple Drop, le 6 août 2021. Il a été enregistré en compagnie du batteur de jazz d’avant-garde Laurence Pike, du multi-instrumentiste Cameron Deyell et de la parolière Mary Pearson Andrew, épouse d'Angus et membre du groupe High Places.

## Membres

### Membres actuels
- Angus Andrew - chant, guitare

### Anciens membres
- Aaron Hemphill - guitare, moodswinger, synthétiseurs, percussions (2000-2017[16])
- Julian Gross - batterie (2004-2014[16])
- Pat Noecker - basse (2000-2002, maintenant These Are Powers)
- Ron Albertson - batterie (2000-2002)